# 동예루살렘

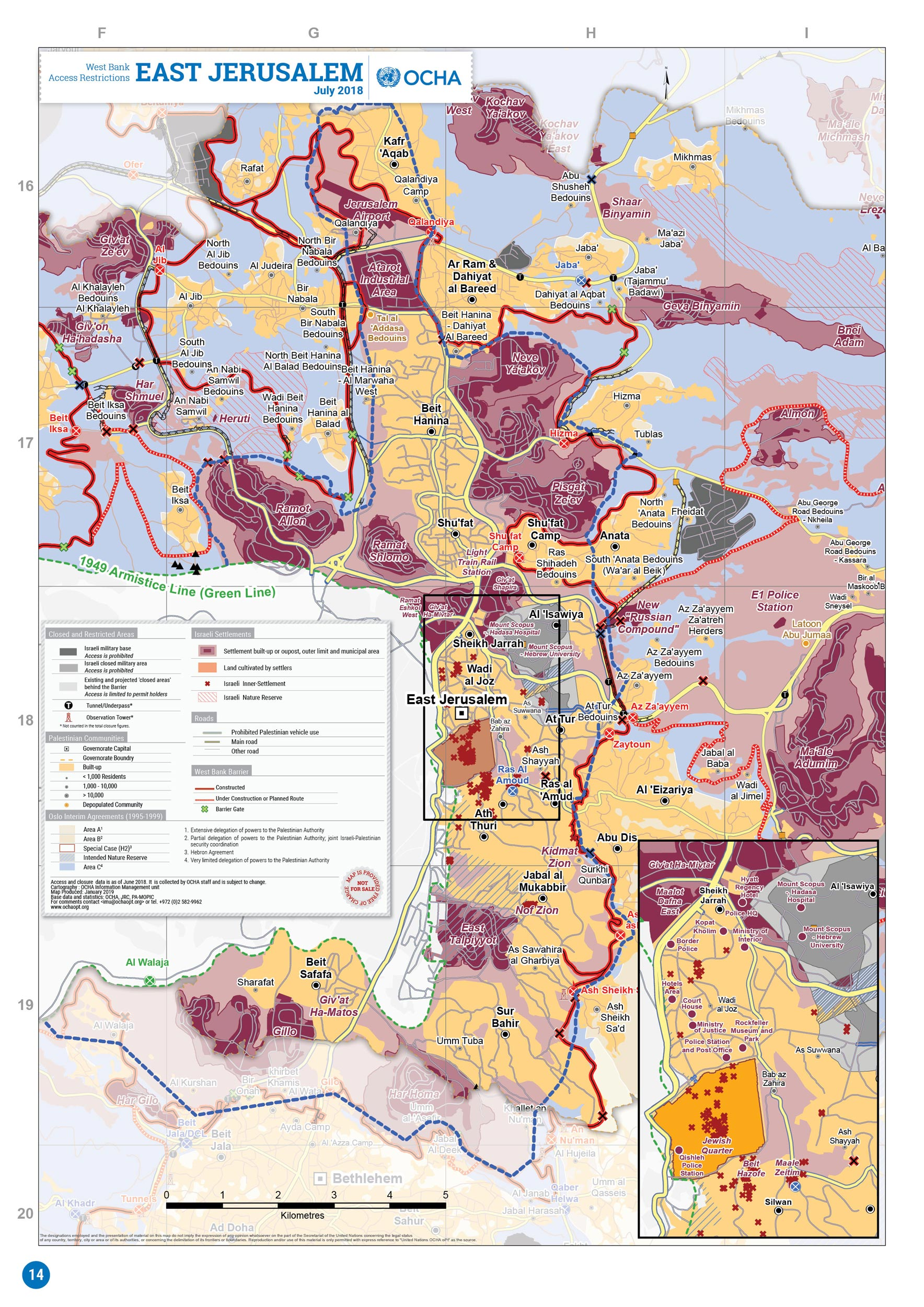

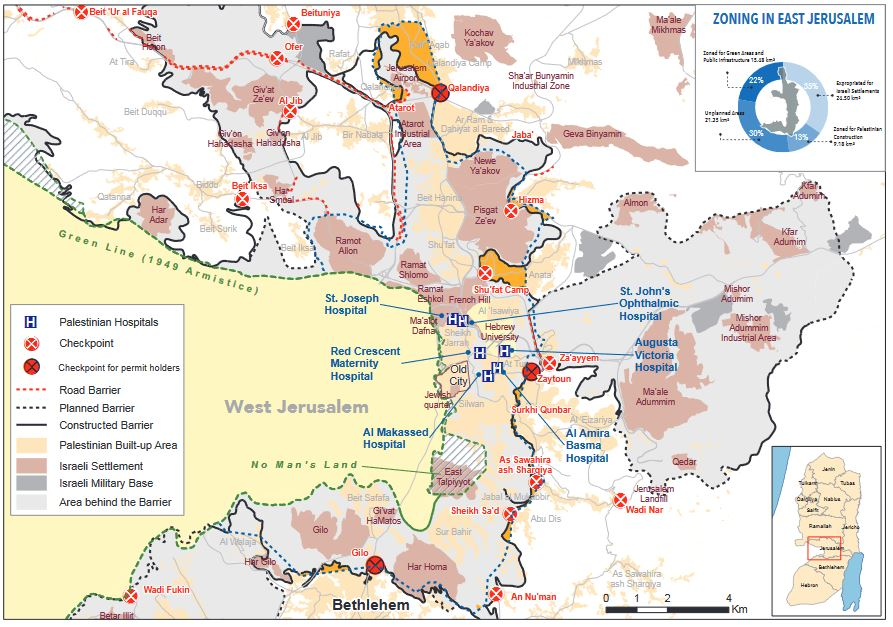

동예루살렘 지도.

동예루살렘(히브리어: מִזְרַח יְרוּשָׁלַיִם 미즈라흐 예루샬라임, 아랍어: القدس الشرقية 알쿠드스 앗샤르키야[*], 영어: East Jerusalem 또는 Eastern Jerusalem, 문화어: 동부꾸드스)은 팔레스타인 지방에 있는 예루살렘의 동부 지역이다. 이 지역은 국제법적으로 이스라엘의 영토가 아니나 제3차 중동 전쟁 이후 이스라엘이 점령하여 통제되고 있다. 제1차 중동 전쟁 이후, 예루살렘은 이스라엘이 점령한 서예루살렘과 요르단이 점령한 동예루살렘으로 나뉘었다. 당시 서예루살렘에는 주로 유대인이 거주하였고. 동예루살렘에는 주로 팔레스타인인이 거주하였다.
제3차 중동 전쟁 이후, 이스라엘이 동예루살렘을 포함한 요르단강 서안 지구를 점령하였다. 동예루살렘은 예루살렘의 역사 지구가 자리잡고 있는 곳으로 유대교 성지, 기독교 성지, 이슬람교 성지가 모두 있다. 독립국가 팔레스타인의 수도로 예정된 곳이지만, 점령국인 이스라엘은 팔레스타인 정부 기관의 입주를 인정하지 않고 있다.

## 같이 보기
- 요르단강 서안 지구